# 志村塾
『志村塾』（しむらじゅく）は、2004年4月から同年9月までフジテレビで毎週水曜深夜に放送されていたバラエティ番組。イザワオフィス制作。全22回。

## 番組概要
基本的には前番組の『志村流』とほぼ同じ。
番組前半は、志村けん・優香が、バーのようなセットでゲストを招いてのトークコーナー。志村・優香VSゲストでダーツ対決を行い、ゲストが勝てばプレゼントがもらえ、負けると志村と優香がもらう流れになっている。
番組後半は下記出演者による新作ショートコントを放送。ここで放送されたショートコントはのちに『志村けんのだいじょうぶだぁII』及び『志村屋です。』にて、傑作コントとして再放送された。

## 出演者
- 志村けん
- 優香
- ダチョウ倶楽部 （肥後克広・上島竜兵）
- アリtoキリギリス（石井正則・石塚義之）
- 山田千鶴
- 加藤明日美
- 若槻千夏
- 和希沙也
- 水谷さくら

※太字は『志村流』からの引継ぎ。

## エンディング曲
曲名、アーティスト名、レーベルがクレジットされ、ミュージック・ビデオがスタッフロールとともに流れる。
|   | 使用期間                                          | 曲名                          | アーティスト名 | レーベル                 |
| - | ------------------------------------------------- | ----------------------------- | -------------- | ------------------------ |
| 1 | 第1回（2004年4月14日） - 第2回（2004年4月28日）   | てろてろ                      | 矢野絢子       | ユニバーサルミュージック |
| 2 | 第3回（2004年5月5日） - 第11回（2004年6月30日）   | J&J                           | JINDOU         | ユニバーサルシグマ       |
| 3 | 第12回（2004年7月7日）                            | フルアヘッド                  | アカツキ.      | レーベル表記無し         |
| 4 | 第13回（2004年7月14日） - 第17回（2004年8月11日） | ギャラクシードライブ          | アカツキ.      | レーベル表記無し         |
| 5 | 第18回（2004年8月25日） - 第22回（2004年9月22日） | 冬のソナタ 〜最初から今まで〜 | September      | レーベル表記無し         |

## スタッフ
- 作・構成: 朝長浩之
- 音楽: たかしまあきひこ
- 技術: 岩沢忠夫
- カメラ: 藤江雅和
- 音声: 松本政利
- 映像: 原啓教
- 照明: さわだあつひろ
- 美術制作: 北林福夫
- デザイン: 根本研二
- 美術進行: 山根安雄
- 大道具: 宮越浩
- 装飾: 菊池誠
- 持道具: 森知美
- 衣装: 佐藤孝二
- かつら: 坂東麻衣子
- メイク: 佐藤恭子
- スタイリスト: 飯塚チサト、宇賀 愛
- 電飾: 宇塚敏明
- タイトル: 高柳義信
- ペイント: 菊池大介
- 編集: 轟　貞治（ディークラフト）
- MA: 大塚大
- 音響効果: 戸辺豊
- 技術協力: ニユーテレス、IMAGICA、FLT
- 制作協力: エクシーズ、エスカンパニー、ゼブラカンパニー
- 編成: 松崎容子
- TK: 増山郁子
- 演出補: 長谷吉洋
- 演出: 戸上　浩、小倉肇（エクシーズ）
- プロデューサー: 井澤健
- 企画制作: イザワオフィス